# Ferrari Tipo 046
Il Ferrari Tipo 046 è un motore endotermico alternativo aspirato a Ciclo Otto, realizzato dalla Scuderia Ferrari per l'utilizzo nel campionato del Mondo di Formula 1.
Esistono due versioni di questo motore, denominate Tipo 046/1 e Tipo 046/2.
Lo 046/1 è stato progettato in esclusiva la monoposto F310, disputò la stagione 1996, tuttavia dati gli accordi di fornitura dei propulsori tra la casa di Maranello e il team Sauber, venne utilizzato anche nel 1997 dalla Sauber C16.
Lo 046/2 è un'evoluzione dello 046/1, ed è stato migliorato per essere montato sulla Ferrari F310B del campionato 1997, ma nel 1998 sempre in virtù degli accordi tra le due scuderie, venne adoperato sulle Sauber C17.
I motori usati dalla Sauber però, vennero ridenominati Petronas SPE 01 (lo 046/1) e Petronas SPE01D (lo 046/2), poiché non erano motori ufficiali seguiti direttamente dalla casa madre ed anche perché finanziati dal principale sponsor del team, la Petronas appunto.

## Contesto
Lo 046 è il primo motore di Formula 1 a dieci cilindri utilizzato dalla Ferrari nella massima serie, ed anche il primo dieci cilindri in assoluto costruito dalla casa del cavallino.
Con l'avvento del Tipo 046 della Ferrari e del Zetec-R V10 della Ford, tutte le scuderie che parteciparono al mondiale 1996, ad eccezione di quelle che usavano motori vecchi, si erano ormai uniformate ai dieci cilindri.
Un genere di motori che continuerà a vivere incontrastato fino al 2006, quando il regolamento tecnico FIA ha imposto l'utilizzo di motori a otto cilindri.
La Ferrari passò dallo storico 12 cilindri al nuovo V10, sia in seguito al cambio di regolamenti avvenuto nel 1995 che abbassava la cilindrata massima a 3000cc sia in favore della ricerca di un motore più corto, leggero e meno esoso nei consumi, ma anche in seguito alle forti pressioni del direttore tecnico John Barnard, che prediligeva il V10 per costruire una vettura aerodinamicamente più spinta, maneggevole e leggera.

## Progetto
Lo 046 venne progettato principalmente da un pool di tre ingegneri:
- Paolo Martinelli, tecnico molto esperto entrato in Ferrari subito dopo la laurea e divenuto direttore del reparto motori Formula 1 nel 1994;
- Osamu Goto, tecnico giapponese entrato in Ferrari nel 1994 dopo una lunga esperienza in Honda dove lavorava nei reparti di ricerca e sviluppo, fino a divenire responsabile del reparto motori di Formula 1. In questo ruolo Osamu Goto ha contribuito alle vittorie di cinque mondiali piloti e sei mondiali costruttori per la Honda, come fornitrice di motori per Williams e McLaren. Con la casa di Tokyo ha progettato motori V6 turbo, V10 e V12 aspirati di Formula 1;
- Pino d'Agostino, un tecnico altrettanto esperto che ha lavorato per anni nella squadra corse Alfa Romeo dove occupava il ruolo di progettista e responsabile dell'attività in pista. Nell'ambito del progetto 046, ha ricoperto quest'ultimo ruolo, ossia responsabile dei motori sui campi di gara.

L'ingegner d'Agostino aveva in precedenza già maturato esperienza con un motore dal frazionamento analogo, l'Alfa Romeo V1035, primo motore di Formula 1 a dieci cilindri mai costruito e progettato da d'Agostino nella seconda metà degli anni ottanta quando lavorava per la casa milanese, in vista di un possibile ritorno della stessa nella massima serie adeguandosi alle nuove norme che bandivano i motori turbo. Tuttavia il V1035 non ha mai corso un Gran Premio, né è stato montato su una monoposto di Formula 1, perché reputato dal gruppo Fiat un progetto troppo esoso ed antiproducente nei confronti della Ferrari.
Lo 046 ha ben poco del V1035, se non le esperienze maturate da d'Agostino con lo stesso, soprattutto per quanto concerne l'equilibratura delle forze e dei momenti di inerzia, infatti nessuno dei due motori utilizza i contralberi d'equilibratura.
Sul V1035 le forze di inerzia erano assenti per via di un angolo tra le bancate di 72º (abbastanza inusuale) mentre trascurabili i momenti di inerzia, per questo d'Agostino decise di risparmiare sul peso ed accettare delle sollecitazioni abbastanza irrilevanti per un motore che avrebbe corso al massimo due ore (la durata di ogni singolo Gran Premio).
Martinelli riuscì ad ottenere un risultato simile, però con un angolo di 75º per abbassare leggermente il baricentro della macchina e ottenere un condotto di aspirazione dell'aria tramite il roll bar, un po' più ampio.
Quest'ultimo fattore è molto importante sulle vetture di Formula 1, poiché alle velocità cui arrivano il condotto riesce ad incamerare una notevole quantità d'aria, tale da creare un sorta di turbomacchina statica.
La distribuzione dello 046 prevedeva due alberi a camme in testa per bancata comandati da una cascata di ingranaggi (differentemente dal V1035 che utilizzava una cinghia sincrona), che azionavano quattro valvole per cilindro, abbandonando definitivamente la scelta delle cinque valvole che di tanto in tanto veniva riproposta.
Questa opzione venne consigliata da Osumu Goto alla luce della sua esperienza sui motori Honda, che erano di 3500 cm³, mentre lo 046 era di 3000 cm³ in virtù delle norme vigenti dal 1995 in poi.
Le quattro valvole a differenza delle cinque, permettono di ridurre gli attriti e le masse, e ciò senza perdere efficienza nel riempimento del cilindro poiché rispetto al 3500 cm³ 12 cilindri la differenza nella cilindrata unitaria è di circa 10 cm³, un valore assolutamente trascurabile rispetto a quello che si guadagna in affidabilità, risparmio di materiale e peso, nonché possibilità di disegnare una camera di combustione più semplice, meno sollecitata termicamente e che permetta una combustione più omogenea.
Inoltre in questa maniera la velocità delle valvole venne incrementata di oltre 2 metri al secondo rispetto al motore precedente, passando da 24 a 26 m/s.
Si passò così da un regime massimo di 17000 giri al minuto a un picco di 18000 giri al minuto, anche se in via precauzionale venne scelto di non far mai lavorare il motore in un range così elevato.
All'epoca i tecnici furono molto cauti riguardo alle dichiarazioni della potenza massima, stimata in oltre 600 CV, in realtà si arrivava tranquillamente a 715 CV a 15500 giri al minuto (750 CV in qualifica) in luogo dei 690 CV a 16800 giri/minuto, cosa che permise a Barnard di far esordire il cambio a sette marce.
Inoltre il motore risultò più corto di 70 millimetri rispetto al V12 e più leggero di 12 chilogrammi.
La versione 046/2 non differisce di molto dallo 046/1, se non per alcuni accorgimenti volti al raggiungimento di potenze ancora maggiori, ossia 730-740 CV in gara e 760-770 CV in qualifica.
Le versioni Petronas invece, adottavano degli scarichi modificati ed altre piccole migliorie volte ad adeguare le curve di coppia e potenza alla trasmissione fabbricata in casa, infatti la Sauber non utilizzava il cambio Ferrari.